# R Librae
R Librae är en pulserande variabel av Mira Ceti-typ (M) i stjärnbilden Vågen. 
Stjärnan var den första i Vågens stjärnbild som fick en variabelbeteckning.
Stjärnan varierar mellan visuell magnitud +9,8 och 15,9 med en period av 241,85 dygn.

## Fotnoter
1. ↑  Variabelstjärnornas beteckningar börjar med bokstäverna R-Z, därefter A-Q , följt av RR-ZZ och AA-QQ, varefter de börjar betecknas med bokstaven V och ett ordningsnummer, från och med V335.